# Kuvasz
Kuvasz je mohutné psí plemeno, vyskytující se už od středověku, první standard plemene však pochází až z roku 1921. Kuvasz údajně pochází z tureckého slova kavas, což znamená strážce. Někdy se mu říká maďarský pastevecký pes. Má huňatou vlnitou srst a silné zadní nohy.

## Historie
Obecně se tvrdí, že tito psi přišli na území dnešního Maďarska, odkud kuvasz pochází, již ve 12. století společně s tureckými kočovníky Kumány, první oficiální zmínky o kuvaszovi jsou však až ze 17. století.[zdroj⁠?!] Původně byl nejspíše vycvičen pro lovení vlků a medvědů, dnes je to spíše hlídač nebo pastevecký pes. V 15. století údajně král Matyáš I. Korvín používal kuvasze při lovu divoké zvěře, lépe se však uplatňoval při hlídání stád. V České republice toto plemeno není moc rozšířené. Dnes jej najdeme jak pod názvem „maďarský kuvasz“ tak jen „kuvasz“.

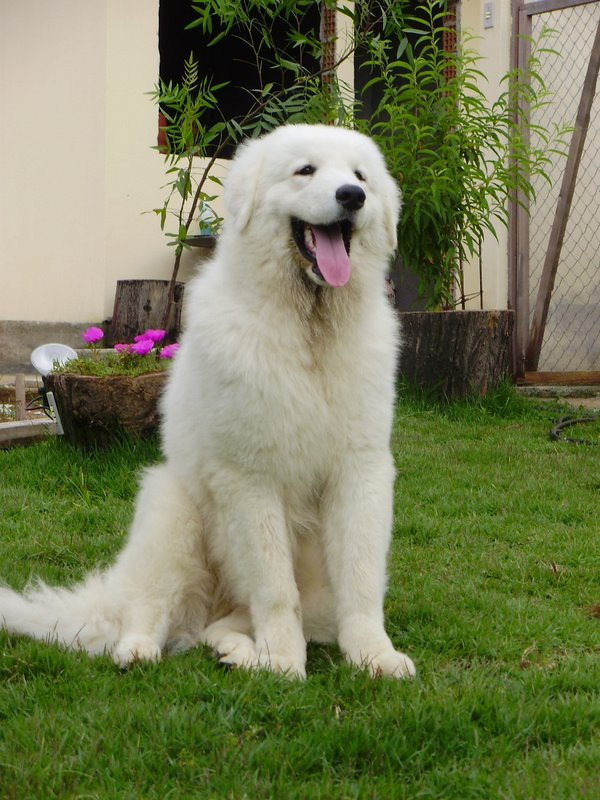

## Vzhled
Kuvasz je silně stavěné a mohutné plemeno s těžkou kostrou. Celé tělo je dobře osvalené. Mají hustou a zvlněnou srst, která dobře izoluje a chrání před zimou, takže vydrží i studené počasí. Hlava je klínovitá, štíhlá a suchá. Dobře osrstěná, ale srst na ní je kratší než na těle a nesmí zasahovat do očí. Stop je málo vyjádřený. Uši středně vysoko nasazené, polovztyčené a mají tvar písmene V. Krk krátký, dobře osvalený a srst na něm vytváří límec. Hřbet je středně dlouhý, široký a rovný. Ocas je nízko nasazený, spadá až k zádi. Délkou dosahuje k hleznům. Končetiny dobře osvalené a dlouhé.

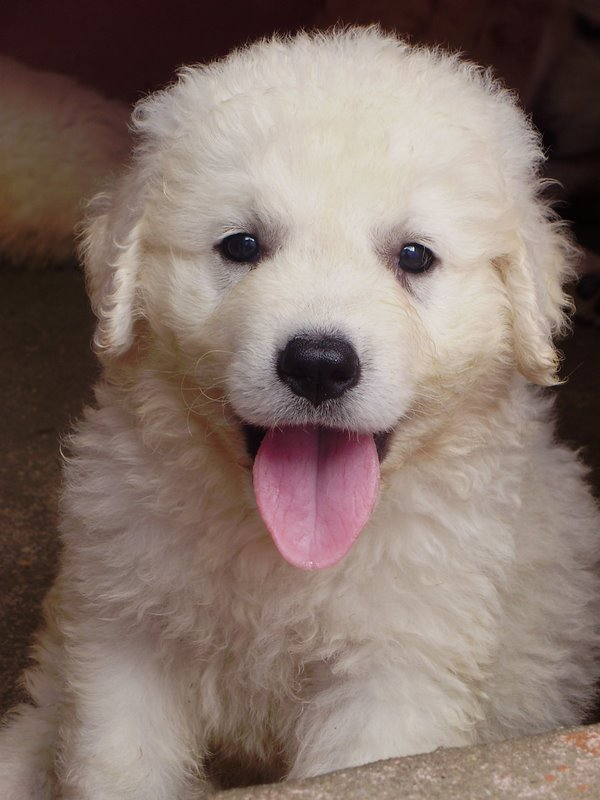

## Povaha
Kuvasz je odvážný, smělý a nebojácný. Není pro začátečníky, protože je sebevědomý a svéhlavý. Na druhu stranu – je velice inteligentní a bystrý. Pod správným vedením je to skvělý hlídač, dobrý rodinný společník a pes pro každou zábavu. S dětmi má poměrně dobrý vztah, ale je lepší jim vysvětlit, co se psem smí a nesmí dělat. Vztah k ostatním zvířatům je dobrý, ale psi (samci) mohou být dominantní vůči ostatním psům. Je to pes pro jednoho pána, kterého jediného pak poslouchá. Má dobře vyvinutý lovecký pud.

## Péče
Co se pohybu týče, potřebuje kuvasz méně pohybu než třeba border kólie, ale měl by aspoň 1× za den mít procházku v prostředí, ve kterém se může volně proběhnout bez vodítka. Srst nepotřebuje denní péči, stačí občas vykartáčovat, ale mýt by se moc neměla, protože by ztratila svoji přirozenou mastnotu a to by vedlo ke kožním problémům. Potřebuje pevné vedení, a proto se hodí spíše pro zkušeného psovoda, který mu dá čas na to, aby si majitele oblíbil. Je to pes jednoho majitele a těžko si bude zvykat na jiného.